# Parroquia Barinas
Barinas es una parroquia civil ubicada en el Norte del Municipio Barinas, Barinas, Venezuela. Centro de la ciudad homónima, limita al Norte con Betancourt y el Municipio Obispos, al Sur con Corazón de Jesús, y al Oeste con El Carmen. Con 31 901 habitantes, es la sexta parroquia más poblada del municipio, y la menos poblada de la ciudad. Fue anteriormente llamada Catedral debido a su iglesia principal, catedral Nuestra Señora del Pilar.

## Avenidas
Destacan las plazas Bolívar, O'Leary, Razzeti, El Estudiante y Zamora. La avenida Cruz Paredes es la zona principal, destacando el paseo Los Trujillanos y el mercado La Carolina. Las avenidas Industrial y Ribereña son las vías rápidas.

## Demografía
Para 2001, el 46,19 % de la población de la Parroquia Barinas es masculina. Con una edad media de 32,32, el 34,28 % tiene menos de veinte años, el 31,03 % tiene de 20 a 39 años, el 20,68 % tiene de 40 a 59 años, el 11,75 % tiene de 60 a 79 años, y el 2,29 % tiene más de ochenta años. Con una tasa de analfabetismo de 7,57 %, el 61,78 % no estudia, el 0,31 % tiene educación especial, el 2,84 % tiene educación preescolar, el 43,44 % tiene educación primaria, el 18,25 % tiene educación media, el 1,32 % tiene educación técnica media, el 6,15 % tiene educación técnica superior, y el 16,24 % tiene educación universitaria. Entre quienes estudian, el 13,07 % lo hace en instituciones privadas. Con una tasa de desempleo de 47,05 %, el 2,88 % es cesante, el 0,93 % busca empleo por primera vez, el 16,08 % es amo de casa, el 13,54 % estudia y no trabaja, el 4,51 % está jubilado o pensionado, y el 3,07 % está incapacitado para trabajar.
| Evolución demográfica |
|                       |
| Fuentes: INE, CNE     |

| Pirámide de población 2001 |         |       |         |      |
| %                          | Hombres | Edad  | Mujeres | %    |
| 0,38                       |         | 85+   |         | 0,64 |
| 0,49                       |         | 80-84 |         | 0,78 |
| 0,78                       |         | 75-79 |         | 1,3  |
| 1,25                       |         | 70-74 |         | 1,85 |
| 1,19                       |         | 65-69 |         | 1,93 |
| 1,46                       |         | 60-64 |         | 1,99 |
| 1,37                       |         | 55-59 |         | 2,01 |
| 2,3                        |         | 50-54 |         | 2,56 |
| 2,86                       |         | 45-49 |         | 3,07 |
| 3,03                       |         | 40-44 |         | 3,48 |
| 3,36                       |         | 35-39 |         | 3,78 |
| 3,25                       |         | 30-34 |         | 3,63 |
| 3,92                       |         | 25-29 |         | 4,27 |
| 4,14                       |         | 20-24 |         | 4,68 |
| 4,26                       |         | 15-19 |         | 5,42 |
| 4,13                       |         | 10-14 |         | 4,6  |
| 4,09                       |         | 5-9   |         | 4,31 |
| 3,94                       |         | 0-4   |         | 3,53 |

- Datos: Q2884515

1. ↑  «División Político Territorial de la República Bolivariana de Venezuela 2013: con fines estadísticos» (PDF). Caracas: Instituto Nacional de Estadística. Septiembre de 2013. p. 39. Archivado desde el original el 11 de diciembre de 2020. Consultado el 28 de diciembre de 2022.
2. 1 2  «5 - CE BARINAS CONCEJALES 2021» (PDF). Caracas: Consejo Nacional Electoral. 2021. p. 3. Consultado el 28 de diciembre de 2022.
3. ↑  Araque Rivera, Marianela (2018). «Calle Bolívar, o antiguo camino real de la ciudad de Barinas». IAM Venezuela. Caracas. Consultado el 5 de enero de 2023. «...se ubica en la antigua parroquia Catedral, hoy Barinas.»
4. 1 2 3  «República Bolivariana de Venezuela: Censo de Población y Vivienda 2001». Instituto Nacional de Estadística. Caracas. 2006. Consultado el 7 de enero de 2023.
5. ↑  «Resumen general del censo por departamentos y distritos del Estado Zamora» (PDF). Primer censo de la República. Caracas: Imprenta Nacional. 1874. p. 374. Consultado el 7 de enero de 2023.
6. ↑  «Anexos» (PDF). Resultados por Entidad Federal y Municipio del Estado Barinas. XIV Censo nacional de población y vivienda. Caracas: Instituto Nacional de Estadística. 2014. p. 43. Archivado desde el original el 10 de abril de 2015. Consultado el 7 de enero de 2023.
7. ↑  «5 - CE BARINAS CONCEJALES 2018» (PDF). Consejo Nacional Electoral. Caracas. 2018. p. 3. Consultado el 7 de enero de 2023.